# Saubens
Saubens település Franciaországban, Haute-Garonne megyében. Lakosainak száma 2351 fő (2022. január 1.). Saubens Roquettes, Muret, Pins-Justaret, Roques és Villate községekkel határos.

## Népesség
A település népessége az elmúlt években az alábbi módon változott:
| Lakosok száma | 222  | 898  | 1010 | 1670 | 2116 | 2176 | 2225 | 2297 | 2324 | 2351 |
|               | 1968 | 1982 | 1990 | 2006 | 2013 | 2015 | 2017 | 2019 | 2020 | 2022 |